# Predbjørn Podebusk
Predbjørn Podebusk (født omkring 1460, død 1541) var en dansk rigsråd fra Vosborg, søn af Claus Podebusk til Vosborg og Jytte Moltke.
Efter sin fader arvede han Nørre Vosborg i Jylland og Kørup på Fyn (Skam Herred). Ved sit første ægteskab, med Vibeke Eriksdatter Rosenkrantz, datter af den bekendte rigshofmester Erik Ottesen Rosenkrantz, kom han i besiddelse af Bidstrup i Jylland (Middelsom Herred) og forskellige pantelen. Efter sin første hustrus død giftede han sig, omkring 1512, med en rig enke, Anne Mouridsdatter Gyldenstjerne, der som eneste datter af den rige rigsråd Mourids Nielsen Gyldenstjerne havde arvet Ågård i Vendsyssel og Bregentved på Sjælland, og som efter sin første mand, den rige Oluf Stigsen Krognos til Bollerup i Skåne var kommet i besiddelse af Karsholm i Skåne. Alle disse ejendomme kom Predbjørn Podebusk i besiddelse af og blev således en af de rigeste mænd i landet, måske kun overgået af Mogens Gjøe.
Under alle disse forhold viste Predbjørn Podebusk sig som en rå, voldsom og egenrådig mand, der lige fra sin første færd havde en mængde ejendomsstridigheder med sine egne eller sine 2 hustruers slægtninge. Som katolik af den gamle skole oprettede han talrige sjælemesser rundt omkring for sig og sine hustruer, men samtidig hermed var han overordentlig grisk efter gods, selv om denne griskhed gik ud over kirken. Efter at være kommet i besiddelse af Niels Bugges gamle ejendom Nørre Vosborg benyttede han sig med stor dygtighed af det gamle arkiv på Vosborg og søgte åbenbart efterhånden at komme i besiddelse af sin oldefar Niels Bugges store ejendomme. Således søgte han to gange i sit liv, 1502 og 1536, at komme i besiddelse af Hald Hovedgård, som allerede Dronning Margrethe havde overdraget til Viborg bispestol, begge gange dog uden resultat.
At Predbjørn Podebusk ifølge den stærkt fremskudte sociale stilling, som han indtog, også måtte komme til at tage del i rigets anliggender, følger af hele tidens forhold. 1487 forekommer han allerede som ridder i Prins Christian II’s hyldningsbrev i Lund. Men den voldsomhed og trods, også over for kongens domme, som han i disse år viste i et arvetrætte om Ringe Mølle på Fyn, synes en tid lang at have hindret hans forfremmelse. 1494 nævnes han som lensmand på Skjoldenæs, og nogle år senere (inden 1499) blev han lensmand på Riberhus, en stilling, som han beklædte lige til 1536. I offentlige sager forekommer han for øvrigt næppe, før han 8. november 1502 som rigsråd deltog i dommen over Poul Laxmand. I de følgende år deltog han som rigsråd i fejden mod Sverige og i forskellige forhandlinger. At en mand med hans karakter ikke kunne finde sig i en stærkere kongemagt, følger af sig selv.
Det er derfor betegnende, at han straks efter Kong Hans’ død 1513 var blandt de jyske rigsråder, der søgte at hindre, at Kong Christian II straks overtog regeringen, inden en fornyet hyldning havde fundet sted, og at han allerede den gang i al hemmelighed skal have arbejdet på at sætte Hertug Frederik på tronen. Men for øvrigt er der ikke spor til fjendtligt sindelag fra Christian II’s side mod Predbjørn Podebusk. Han vedblev at have Riberhus som afgiftslen, og da han havde givet kongen med større lån, fik han også pant heri. Alligevel var Predbjørn Podebusk en virksom deltager i det jyske råds opstand mod kongen 1522 og 1523 og havde en tid lang oprørspartiet samlet hos sig på Riberhus, hvorpå han i marts 1523 deltog i Frederik I’s hyldning på Viborg ting.
Han blev belønnet med forleningen af Han Herred i Jylland på sin og hustrus Levetid. Heri fik han kort efter pant, ligesom han tidligere efter sin svigerfar Erik Ottesen havde Rinds Herred og Øster Velling Birk (ved Bidstrup) i pant. 1529 fik han tillige Lysgaard- og Hids Herreder i pant, uafløst på livstid. Han deltog i Frederik I’s tid som rigsråd i de forskellige møder og forhandlinger, men synes ikke at have indtaget nogen fremtrædende stilling ud over, hvad hans sociale stilling medførte.
Som mand af den gamle skole frygtede Predbjørn Podebusk selvfølgelig mest af alt, at Christian II atter skulle komme på tronen. "Flyr Messer og Gudstjenester op igjen og Processioner, at den evige Gud vil frelse os fra den umilde Mand", skriver således hans hustru fra Bidstrup til sin datter Pernille Krognos’ mand, rigsråd Anders Bentsen Bille, da toget til Norge mod Christian II forestod. Også på herredagen i København efter Frederik I’s død viste Predbjørn Podebusk sig som ivrig katolik. Han deltog i alle rigsrådets mest udprægede skridt, beseglede recessen af 3. juli, selv det såkaldte Enighedsbrev af 13. juli 1533, hvorved biskopperne søgte at hindre et kongevalg for øjeblikket, og deltog i dommen over Hans Tausen.
Under Grevens Fejde deltog Predbjørn Podebusk i møderne i Ry i juni og juli 1534, hvor de katolske råd blev nødt til at slutte sig til Hertug Christian 3., og deltog i dennes hyldning i Horsens. Under bondefejderne kunne en mand som Predbjørn Podebusk, der var vant til at sætte bønderne i blok og jern, ikke vente sig noget godt. Under skåningernes rejsning under Søren Norby 1525 var det gået ud over hans skånske ejendomme, nu gik det under Skipper Clements Fejde ud over hans ejendomme i Vendsyssel og andensteds. Desuden faldt hans datter Jyttes Mand, rigsråd Niels Brock til Estrup m. m., mod bønderne ved Svenstrup.
Predbjørn Podebusks rolle var for øvrigt nu udspillet. En mand af hans tænkemåde kunne ikke bruges under de nye forhold. Han var desuden nu hen ved de 80 år. Allerede inden marts 1536 havde han måttet afstå Riberhus til Johan Rantzau mod at få Tranekjær på Langeland i stedet. De store pantesummer, han havde lånt kronen, betragtedes som forbrudte. Ved Christian III’s kroning i 1537 bar han dog som ældste ridder rigsæblet, og sin stilling som rigsråd beholdt han lige til sin død i december 1541. Som en rask og rørig gammel mand deltog han i rigsrådsforhandlingerne lige til det sidste.
Med sine to hustruer havde han seks børn. Men døden havde ryddet stærkt op i hans kreds. Kun den yngste datter, Jytte, der 
efter Niels Brocks død havde ægtet den forhenværende biskop i Odense Knud Gyldenstjerne, overlevede ham i længere tid. Anne Mouridsdatter overlevede ham til 1545.